# Reg Helwer
Reg Helwer est un homme politique canadien, il est élu à l'Assemblée législative du Manitoba lors de l'élection provinciale de 2011,. Il représente la circonscription de Brandon-Ouest en tant qu'un membre du Parti progressiste-conservateur du Manitoba.